# Eduardo Comín Colomer
Eduardo Comín Colomer (Saragossa, 1908 – 1975) va ser un escriptor, periodista catòlic espanyol conegut per les seves opinions antimaçòniques i anticomunistes.

## Biografia
Fou policia. Hi ha un fons de llibres de la seva col·lecció sobre la guerra civil espanyola i la maçoneria que porta el seu nom en la Biblioteca Nacional d'Espanya.
Va exercir el periodisme des de molt jove, titulant-se en l'Escola Oficial de Periodisme de Madrid el 1949. Va ser corresponsal, redactor i col·laborador de nombrosos periòdics espanyols.
Va pertànyer al Cos de Policia, arribant a ser director de la seva Escola Superior. Col·laborà en el departament Antimarxisme, encarregat a començaments de la dècada de 1940 de l'elaboració de l'Arxiu Judaic
La seva pertinença aquest cos li va permetre un accés privilegiat a informes, documents i arxius, tant és així, que un dels fons documentals importants amb què explica la Biblioteca Nacional d'Espanya és precisament el Fons Comín, llegat per la seva vídua el 1975 i format per més de 15.000 documents, entre llibres i fullets, relacionats en la seva majoria amb la Segona República, la Guerra Civil i la Maçoneria.

## Obres
- La masonería en acción. ¿Comó exterminarla?, Madrid, 1942.
- La masonería en España, Madrid, 1942.
- Historia del anarquismo español 1836-1948, Madrid.
- Comunismo y masonería, Segovia, 1951.
- Historia secreta de la segunda República, Madrid, 1954.
- Lo que España debe a la masonería, Madrid, 1956.
- Crónicas sobre masonería, Madrid, 1958.
- De Castilblanco a Casas Viejas, Madrid, 1959.
- Historia del Partido Comunista de Espàña.